# 12 Большого Пса
12 Большого Пса (лат. 12 Canis Majoris), HK Большого Пса (лат. HK Canis Majoris), HD 49333 — одиночная переменная звезда в созвездии Большого Пса на расстоянии приблизительно 754 световых лет (около 231 парсека) от Солнца. Видимая звёздная величина звезды — от +6,05m до +6m.

## Характеристики
12 Большого Пса — бело-голубая вращающаяся переменная звезда типа SX Овна (SXARI) спектрального класса B7pHewSi, или B7II/III, или B5V. Масса — около 1,25 солнечной, радиус — около 2,73 солнечных, светимость — около 497,88 солнечных. Эффективная температура — около 15830 К.